# Бедово (Польща)
Бедово (пол. Biedowo, нім. Maraunen) — село в Польщі, у гміні Барчево Ольштинського повіту Вармінсько-Мазурського воєводства.
У 1975-1998 роках село належало до Ольштинського воєводства.